# Helena Marianna Marzec
Helena Marianna Marzec – polska pedagog, dr hab., profesor nadzwyczajny Instytutu Nauk Pedagogicznych Wydziału Nauk Społecznych Uniwersytetu Jana Kochanowskiego w Kielcach, Filii w Piotrkowie Trybunalskim, Akademii Humanistycznej i Ekonomicznej w Łodzi Wydziału Humanistycznego i Mazowieckiej Wyższej Szkoły Humanistycznej i Pedagogicznej w Łowiczu.

## Życiorys
W 1980 ukończyła studia pedagogiczne na Uniwersytecie Łódzkim, natomiast 15 stycznia 1998 obroniła pracę doktorską pt. Funkcjonowanie rodzin bezrobotnych i ich wspomaganie, otrzymując doktorat, a potem uzyskała stopień doktora habilitowanego. Została zatrudniona na stanowisku profesora nadzwyczajnego w Akademii Humanistycznej i Ekonomicznej w Łodzi na Wydziale Humanistycznym, Mazowieckiej Wyższej Szkole Humanistycznej i Pedagogicznej w Łowiczu oraz w Instytucie Nauk Pedagogicznych na Wydziale Nauk Społecznych Uniwersytetu Jana Kochanowskiego w Kielcach, Filii w Piotrkowie Trybunalskim.
Pełniła funkcję wicedyrektora Instytutu Nauk Pedagogicznych, a także prodziekana Wydziału Nauk Społecznych Uniwersytetu Jana Kochanowskiego w Kielcach, Filii w Piotrkowie Trybunalskim i wykładowcy w Wyższej Szkole Humanistycznej i Ekonomicznej w Pabianicach.

## Publikacje
- 2005: Dziecko czy kariera zawodowa problemem współczesnej rodziny[1]
- 2009: Współczesny wizerunek kobiecej sylwetki w opinii studentek[1]
- 2009: Nota Biograficzna Profesor dr hab.Teresy Wróblewskiej[1]